# Kusztos Sz. Endre
Kusztos Sz. Endre (Marosvásárhely, 1959. május 17. – Cleveland, USA, 1992. április 7.) biológus, természettudományi író. Kusztos Endre festőművész és Kusztos Piroska népzenekutató fia.

## Életútja
Középiskolát Szovátán végzett (1978), a Babeș–Bolyai Tudományegyetemen biológusi diplomát szerzett (1985). A Szovátai Körzeti Kórház munkatársa. Versekkel tűnt fel az Igazság Szőcs Géza szerkesztette Fellegvár oldalán, verseit közölte az Ifjúmunkás. A Falvak Dolgozó Népe "Természettudományi Figyelő" rovatának munkatársa. Kutatási területe a magatartásbiológia és az állatszemiotika. Tanulmányai közül Az állati kommunikáció jelei a Korunkban (1988/2), a Populációk és nyelvjárások a TETT hasábjain (1989/4) jelent meg, utóbbi az állatok viselkedésének általános jeltani megközelítése.